# Heteropternis pugnax
Heteropternis pugnax är en insektsart som beskrevs av Bolívar, I. 1912. Heteropternis pugnax ingår i släktet Heteropternis och familjen gräshoppor. Inga underarter finns listade i Catalogue of Life.